# Luciano Marangon
Luciano Marangon (Quinto di Treviso, 21 ottobre 1956) è un ex calciatore italiano, di ruolo difensore.

## Carriera

### Club

Un giovane Marangon (a sinistra) nel 1972, nella sfida di Villar Perosa tra prima squadra e giovanili della Juventus, mentre insegue Anastasi.

Dopo essere cresciuto nelle giovanili della Juventus, passò nel 1975 al Lanerossi Vicenza, giocando da titolare, diciannovenne, il campionato di Serie B conclusosi con una salvezza di misura. L'anno seguente continuò a essere titolare e conquistò la promozione in Serie A nel primo anno di Giovan Battista Fabbri e di Paolo Rossi a Vicenza.
Esordì in massima serie il 23 ottobre 1977, due giorni dopo il suo ventunesimo compleanno, ma nella stagione del secondo posto del Lanerossi giocò solo 12 partite, sostituito nel ruolo dal più esperto Vito Callioni. Torna a essere titolare nella stagione seguente, giocando anche in Coppa UEFA. Dopo la retrocessione tra i cadetti dei biancorossi, rimase per un anno a Vicenza, per passare poi al Napoli dove ritrovò Mario Guidetti.
Con i partenopei conquistò il terzo posto in classifica, bissato l'anno successivo con la maglia della Roma. 
Passato al Verona quella stessa estate, lasciò gli ex compagni giallorossi che vinsero lo scudetto che mancava al club romanista da oltre quarant'anni. Ritrovato per la terza volta come compagno Guidetti, dopo un quarto e un sesto posto centrò, alla terza stagione con gli scaligeri guidati da Osvaldo Bagnoli, uno storico titolo di campione d'Italia; in quella formazione militò anche suo fratello minore Fabio, di sei anni più giovane.
In seguito passò nel 1985 all'Inter, per 3 miliardi di lire, dove non trovò molto spazio. Proprio con i nerazzurri, dopo il campionato 1986-1987 chiuso con appena 3 presenze, lasciò il calcio.

### Nazionale
Alla vigilia del campionato del mondo 1982, è chiamato in Nazionale: esordì in azzurro il 14 aprile 1982 contro la Germania Est, tuttavia rimase quella l'unica sua presenza poiché il commissario tecnico Enzo Bearzot non lo incluse nella lista dei 22 partenti per la Spagna.

## Dopo il ritiro
In seguito si cimentò nelle attività di procuratore di calciatori; inoltre è proprietario di un beach club a Ibiza.
Nel 2011 ha pubblicato l'autobiografia Luna tonda.

## Statistiche

### Cronologia presenze e reti in nazionale
| Cronologia completa delle presenze e delle reti in nazionale ― Italia | Cronologia completa delle presenze e delle reti in nazionale ― Italia | Cronologia completa delle presenze e delle reti in nazionale ― Italia | Cronologia completa delle presenze e delle reti in nazionale ― Italia | Cronologia completa delle presenze e delle reti in nazionale ― Italia | Cronologia completa delle presenze e delle reti in nazionale ― Italia | Cronologia completa delle presenze e delle reti in nazionale ― Italia | Cronologia completa delle presenze e delle reti in nazionale ― Italia |
| Data                                                                  | Città                                                                 | In casa                                                               | Risultato                                                             | Ospiti                                                                | Competizione                                                          | Reti                                                                  | Note                                                                  |
| --------------------------------------------------------------------- | --------------------------------------------------------------------- | --------------------------------------------------------------------- | --------------------------------------------------------------------- | --------------------------------------------------------------------- | --------------------------------------------------------------------- | --------------------------------------------------------------------- | --------------------------------------------------------------------- |
| 14-4-1982                                                             | Lipsia                                                                | Germania Est                                                          | 1 – 0                                                                 | Italia                                                                | Amichevole                                                            | -                                                                     | 61’                                                                   |
| Totale                                                                |                                                                       | Presenze                                                              | 1                                                                     |                                                                       | Reti                                                                  | 0                                                                     |                                                                       |

## Palmarès

### Club

#### Competizioni giovanili
- Campionato Primavera: 1

Juventus: 1971-1972

#### Competizioni nazionali
- Campionato italiano di Serie B: 1

L.R. Vicenza: 1976-1977
- Campionato italiano: 1

Verona: 1984-1985

## Opere
- Luciano Marangon, Luna tonda, Boopen editore, 2011, ISBN 978-88-6581-114-6.